# Teàrides de Siracusa
Teàrides (en llatí Thearides, en grec antic Θεαρίδης) fou un dirigent siracusà, germà de Dionís el Vell i fill d'Hermòcrates.
Se'l menciona per primer cop l'any 390 aC quan Dionís el va nomenar com a successor d'un altre germà, Leptines de Siracusa, en el comandament de la flota. El 389 aC va dirigir una expedició a les illes Lipari on va capturar alguns vaixells de Rhègion. El 388 aC Dionís el va designar representant siracusà als Jocs olímpics, i va conduir la magnífica processó dels siracusans en aquell festival, segons diu Diodor de Sicília.